# Southgate (Swansea)
Pour les articles homonymes, voir Southgate.
 (mai 2023).
Southgate est un village de 2 004 habitants dans le Swansea au pays de Galles.